# 長野県教育委員会
長野県教育委員会（ながのけんきょういくいいんかい）は、長野県の教育委員会である。

## 概要
長野県内の教育に関する事務を所掌する行政委員会であり、6人の委員で構成される。2022年5月現在の教育長は、内堀繁利。

近年は、学力向上、高校改革などの教育改革に取り組んでいる。
広義では、教育委員会の執行機関である教育委員会事務局を含めて、教育委員会と呼ぶこともある。
長野県内高校生・中学生を対象に教員の仕事や魅力を伝える広報プロジェクト「未来をひらく～信州の先生になろう」を定期的に開催している

## 組織
- 教育政策課
- 義務教育課
- 高校教育課
- 特別支援教育課
- 学びの改革支援課
- 心の支援課
- 文化財・生涯学習課
- 保健厚生課
- スポーツ課

## 所在地
- 〒380-8570　長野県長野市大字南長野字幅下692-2

## 市町村教育委員会
- 長野市教育委員会
- 松本市教育委員会
- 上田市教育委員会